# 4. Klavierkonzert (Mozart)
Das 4. Klavierkonzert in G-Dur, KV 41 ist ein frühes Klavierkonzert von Wolfgang Amadeus Mozart. Nach abweichender Zählung, in welcher nur die reinen und vollständig von Mozart stammenden Klavierkonzerte gezählt werden, wird dieses Konzert nicht mit aufgelistet.

## Entstehung
Das 4. Klavierkonzert Mozarts gehört, ebenso wie die drei vorausgegangenen Konzerte, zu den sogenannten Pasticciokonzerten. Der Name Pasticcio bezeichnet Werke, deren Musik eigentlich von anderen Komponisten stammt. Mozart hat hier die Musik verschiedener unbekannterer Komponisten für Orchester und Soloklavier bearbeitet. Das 4. Klavierkonzert KV 41 basiert auf Sonatensätzen der Komponisten Leontzi Honauer (* um 1735–?) und Hermann Friedrich Raupach. Das Werk entstand wahrscheinlich 1767, also im Kindesalter des 1756 geborenen Komponisten. Dies erklärt den äußerst einfache Realisierung der Umsetzung für Soloklavier und Orchester und den Übungsstück-Charakter des Werkes.

## Zur Musik
Die dem Klavierkonzert zu Grunde liegenden Sonatensätze sind von frühklassischer Natur.

### 1. Satz: Allegro
Das eröffnende Allegro beginnt mit einem Tuttiakkord der Streicher, woraus sich ein vergnügtes und bewegtes Hauptthema entwickelt. Ein zweiter Gedanke ist eher als Nachsatz, denn als eigenständiges Thema aufzufassen. Das Soloklavier übernimmt das Hauptthema anschließend mit einfachen Satz. Die nachfolgende kurze Durchführung stellt neues Material vor und ist deshalb als Phantasiedurchführung einzuordnen. Eine Solokadenz, welche sich auch kurzzeitig nach Moll wendet, führt zum kurzen Schlussritornell des Satzes.

### 2. Satz: Andante
Das Andante beginnt mit einem klagenden Thema der Streicher und Flöte. Das Soloklavier übernimmt den Gedanken und entwickelt ihn weiter. Es folgt der Mittelteil des dreiteiligen Satzes, in welchem neues Material auftaucht, nun vom Klavier vorgestellt. Dieses führt jedoch rasch wieder zur Wiederholung des ersten Parts.

### 3. Satz: Molto allegro
Das abschließende Molto allegro ist ein kleines Rondo. Das Refrainthema besteht im Wesentlichen aus einem Unisonomotiv der Streicher. Das Soloklavier übernimmt diesen eher orchestralen Gedanken nahezu wörtlich, bevor der Teil leicht verändert wiederholt wird. Das Couplet bringt ein Tonwiederholungsmotiv des Soloklaviers und führt zu einer Solokadenz, welche sich aus diesem Motiv herleitet. Die Wiederholung des Refrains beendet den kurzen Satz.

## Stellenwert
Bevor Mozart 1773 mit dem 5. Klavierkonzert KV 175 sein erstes eigenes und vollgültiges Klavierkonzert schrieb, entstanden insgesamt sieben Übungswerke und Pasticcikonzerte. Die ersten vier Klavierkonzerte (KV 37, KV 39, KV 40 und KV 41) entstanden vor 1764 nach einfachen Sonatensätzen wenig bekannter Komponisten. Drei weitere Konzerte KV 107 hatten dann etwas anspruchsvollere Sonaten Johann Christian Bachs zum Vorbild. Diese drei Werke wurden, im Gegensatz zu den frühesten Pasticcikonzerten, nicht in die Zählung der alten Mozartausgabe, welche 27 Klavierkonzerte unterscheidet, aufgenommen. Erst etwa sechs Jahre nach der Komposition dieser Frühwerke konzipierte Mozart dann sein erstes eigenes Klavierkonzert. Hier erreicht Mozart dann die erste gültige Form des modernen Klavierkonzertes, welche im 4. Klavierkonzert noch nicht vorliegt.
In diesem Klavierkonzert verwendet Mozart erstmals Holzbläser in der Instrumentierung, welcher erst ab dem 15. Klavierkonzert obligat werden.